# ضبوة (سنحان)
ضبوة هي إحدى قرى عزلة الربع الغربي بمديرية سنحان وبني بهلول التابعة لمحافظة صنعاء، بلغ تعداد سكانها 461 نسمة حسب تعداد اليمن لعام 2004.